# Puy de la Perdrix
Le puy de la Perdrix est un sommet des monts Dore dans le Massif central.

## Géographie

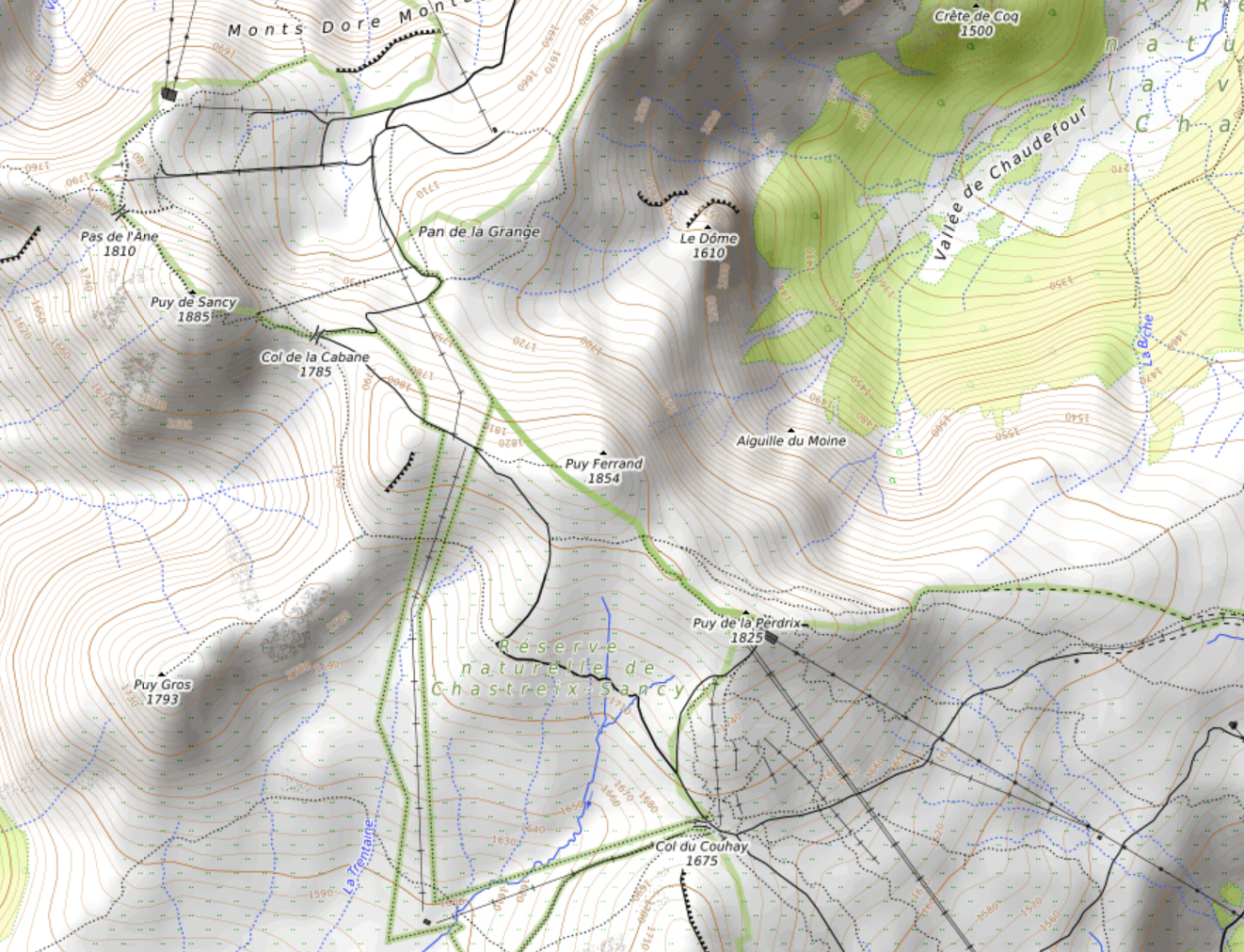
Carte topographique.

### Situation
Le puy de la Perdrix est situé à moins de 2 km à vol d'oiseau au sud-est du puy de Sancy, point culminant des monts Dore et du Massif central.

### Hydrographie
La Couze Pavin et le ruisseau de Taraffet y prennent leurs sources.

## Transports
Le funitel de la Perdrix est le seul funitel en France installé en dehors des Alpes,. Cet appareil, construit pendant l'été 2008, garantit un fonctionnement sans la contrainte du vent et permet de relier le pied de la station de Super-Besse au puy de la Perdrix. 